# William Fernando da Silva
William Fernando da Silva (San Paolo, 20 novembre 1986) è un ex calciatore brasiliano, di ruolo centrocampista.

## Caratteristiche tecniche
È un mediano.